# Алёшинка (Новосибирская область)
Алёшинка — деревня в Северном районе Новосибирской области России. Входит в состав Чувашинского сельсовета.

## География
Площадь посёлка — 25 гектаров.

## История
Основана в 1908 году. В 1928 году посёлок Алешинский состоял из 49 хозяйств, основное население — чуваши. В административном отношении являлся центром Алешинского сельсовета Ново-Троицкого района Барабинского округа Сибирского края. Распоряжением Правительства России от 11 октября 2018 года посёлку Алешинский присвоено наименование деревня Алёшинка.

## Население
| 2002 | 2007 | 2010 |
| ---- | ---- | ---- |
| 78   | ↘64  | ↘60  |

## Инфраструктура
В деревне по данным на 2007 год функционируют 1 учреждение здравоохранения и 1 учреждение образования.